# Гай Сервилий Структ Ахала (консул 427 пр.н.е.)
Вижте пояснителната страница за други личности с името Гай Сервилий Структ Ахала.
Гай Сервилий Структ Ахала (на латински: Gaius Servilius Q. f. C. n. Structus Ahala) e римски политик на Римската република от 5 век пр.н.е.
Произлиза от клон Ахала на род Сервилии, един от най-старите римски патриции родове, преселили се от Алба Лонга в Рим. Роднина е с легендарния римски герой от 5 век пр.н.е. Гай Сервилий Ахала, който е роднина със Сервилия Цепиона, майката на Марк Юний Брут – убиецът на Юлий Цезар.
Той е консул 427 пр.н.е. Колега му е Луций Папирий Мугилан.